# أليساندرو تيرين
أليساندرو تيرين (بالإيطالية: Alessandro Terrin)‏ (مواليد 11 يوليو 1985) هو سبّاح إيطالي، مثّل بلاده في الألعاب الأولمبية الصيفية 2008.

## روابط خارجية
أليساندرو تيرين على موقع الاتحاد الدولي للسباحة (الإنجليزية)
- أليساندرو تيرين على موقع SwimRankings.net (الإنجليزية)
- أليساندرو تيرين على موقع أوليمبيديا (الإنجليزية)